# Örmény labdarúgó-bajnokság (első osztály)
Az örmény labdarúgó-bajnokság első osztálya (örmény betűkkel: Բարձրագույն Խումբ, magyar átírásban: Bardzragujn Humb) a legmagasabb szintű, évenként megrendezésre kerülő labdarúgó-bajnokság Örményországban. 1936-tól 1991-ig a Szovjetunió örmény regionális labdarúgó-bajnokságaként, 1992 óta a már független Örmény labdarúgó-szövetség szervezi és bonyolítja le.

## A bajnokság rendszere
A bajnokság tavaszi–őszi, körmérkőzéses rendszerben zajlik, mely során minden csapat minden csapattal négyszer mérkőzik meg: kétszer pályaválasztóként, kétszer pedig vendégként.
A bajnokság végső sorrendjét az alábbi szempontok szerint határozzák meg:
1. a bajnokságban szerzett pontok összege;
2. a bajnoki mérkőzések gólkülönbsége;
3. a bajnoki mérkőzéseken szerzett gólok száma;

A bajnokság győztese lesz az örmény bajnok, míg – a szabályok értelmében – az utolsó helyezett csapat kiesik a másodosztályba.

## Bajnokcsapatok a Szovjetunió idején
| - 1936: Gyinamo Jerevan - 1937: Gyinamo Jerevan - 1938: Szpartak Jerevan - 1939: Szpartak Jerevan - 1940: Szpartak Jerevan - 1941–44 nem rendezték meg - 1945: Szpartak Jerevan - 1946: Gyinamo Jerevan - 1947: Gyinamo Jerevan - 1948: Gyinamo Jerevan - 1949: Gyinamo Jerevan - 1950: Urozsaj Jerevan | - 1951: Sztroityel Jerevan - 1952: Szpartak Jerevan - 1953: Krasznoje Znamja Lenyinakan - 1954: Szpartak Jerevan - 1955: Himik Kirovokan - 1956: SZKIF Jerevan - 1957: Krasznoje Znamja Lenyinakan - 1958: SZKIF Jerevan - 1959: SZKIF Jerevan - 1960: Tyeksztyilscsik Lenyinakan - 1961: Tyeksztyilscsik Lenyinakan - 1962: Tyeksztyilscsik Lenyinakan | - 1963: Lokomotyiv Jerevan - 1964: Himik Kirovokan - 1965: Araksz Jerevan - 1966: Elektrotyehnyik Jerevan - 1967: Kotajk Abovjan - 1968: Araksz Jerevan - 1969: Araksz Jerevan - 1970: Motor Jerevan - 1971: SZKIF Jerevan - 1972: Zvezda Jerevan - 1973: Kotajk Abovjan - 1974: SZKIF Jerevan | - 1975: Kotajk Abovjan - 1976: Kotajk Abovjan - 1977: Araksz Jerevan - 1978: KanAZ Jerevan - 1979: Aragac Lenyinakan - 1980: Aragac Lenyinakan - 1981–86: nem rendezték meg - 1987: Aragac Lenyinakan - 1988: Elektron Jerevan - 1989: FK Kapan - 1990: Ararat-2 Jerevan - 1991: Szjunyik Kapan |

## Eddigi dobogósok és gólkirályok
| Szezon  | Bajnok                                             | Ezüstérmes                                         | Bronzérmes              | Gólkirály                                                                                        | #     |
| ------- | -------------------------------------------------- | -------------------------------------------------- | ----------------------- | ------------------------------------------------------------------------------------------------ | ----- |
| 2018-19 | Ararat-Armenia FC                                  | Pjunik                                             | Bananc                  |                                                                                                  |       |
| 2017-18 | Alashkert                                          | Bananc                                             | Gandzaszar              |                                                                                                  |       |
| 2016-17 | Alashkert                                          | Gandzaszar                                         | Shirak                  |                                                                                                  |       |
| 2015-16 | Alashkert                                          | Shirak                                             | Pjunik                  |                                                                                                  |       |
| 2014-15 | Pjunik                                             | Ulisz                                              | Shirak                  |                                                                                                  |       |
| 2013-14 | Banants                                            | Shirak                                             | Mika Astarak            |                                                                                                  |       |
| 2012-13 | Shirak                                             | Mika Astarak                                       | Gandzaszar              |                                                                                                  |       |
| 2011    | Gandzaszar                                         | Ulisz                                              | Pjunik                  |                                                                                                  |       |
| 2010    | Pjunik                                             | Bananc                                             | Ulisz                   | Marcos Pizzelli (Pjunik, 16 gól) Gevorg Gazarjan (Pjunik, 16 gól)                                | 45/53 |
| 2009    | Pjunik                                             | Mika                                               | Ulisz                   | Artur Kocsrjan (Ulisz, 15 gól)                                                                   | 45/53 |
| 2008    | Pjunik                                             | Ararat Jerevan                                     | Gandzaszar              | Marcos Pizzelli (Ararat, 17 gól)                                                                 | 45/53 |
| 2007    | Pjunik                                             | Bananc                                             | Mika Astarak            | Marcos Pizzelli (Ararat, 22 gól)                                                                 | 44/53 |
| 2006    | Pjunik                                             | Bananc                                             | Mika Astarak            | Ara Hakobján (Bananc, 25 gól)                                                                    | 43/52 |
| 2005    | Pjunik                                             | Mika Astarak                                       | Bananc                  | Nsan Erzrumjan (Kilikia, 18 gól)                                                                 | 42/52 |
| 2004    | Pjunik                                             | Mika Astarak                                       | Bananc                  | Edgar Manucsarjan (Pjunik, 21 gól) Galuszt Petroszjan (Pjunik, 21 gól)                           | 41/52 |
| 2003    | Pjunik                                             | Bananc                                             | Sirak                   | Ara Hakobján (Bananc, 45 gól)                                                                    | 41/52 |
| 2002    | Pjunik                                             | Sirak                                              | Bananc                  | Arman Karamjan (Pjunik, 36 gól)                                                                  | 41/52 |
| 2001    | Pjunik                                             | Zvartnoc-AAL                                       | Szpartak Jerevan        | Arman Karamjan (Pjunik, 21 gól)                                                                  | 43/51 |
| 2000    | Araksz Ararat                                      | Ararat Jerevan                                     | Sirak                   | Ara Hakobján (Araksz, 21 gól)                                                                    | 40/51 |
| 1999    | Sirak                                              | Ararat Jerevan                                     | Cement Ararat           | Sirak Szarikjan (Cement Ararat, 21 gól)                                                          | 40/50 |
| 1998    | Cement Ararat                                      | Sirak                                              | FA Jerevan              | Ara Hakobján (Dvin Artasat, 20 gól)                                                              | 39/50 |
| 1997    | FA Jerevan                                         | Sirak                                              | Erebuni-Homenmen        | Artur Petroszjan (Sirak, 18 gól)                                                                 | 40/49 |
| 1996–97 | Pjunik                                             | Ararat Jerevan                                     | FA Jerevan              | Arszen Avetiszszjan (Pjunik, 24 gól)                                                             | 40/49 |
| 1995–96 | Homenetmen Jerevan                                 | Sirak                                              | FA Jerevan              | Araik Adamjan (Sirak, 28 gól)                                                                    | 44/48 |
| 1995    | Nem hirdettek bajnokot.                            | Nem hirdettek bajnokot.                            | Nem hirdettek bajnokot. | Nem hirdettek bajnokot.                                                                          | 45/48 |
| 1994    | Sirak                                              | AOSZSZ Jerevan                                     | Ararat Jerevan          | Arszen Avetiszján (AOSZSZ Jerevan, 39 gól)                                                       | 43/47 |
| 1993    | Ararat Jerevan                                     | Sirak                                              | Bananc Kotajk           | Andranik Hovszepjan (Bananc Kotajk, 26 gól) Gegam Oganeszjan (Homenetmen-AOSZSZ Jerevan, 26 gól) |       |
| 1992    | Homenetmen Jerevan (megosztott) Sirak (megosztott) | Homenetmen Jerevan (megosztott) Sirak (megosztott) | Bananc Kotajk           | Vage Jagmurjan (Ararat Jerevan, 38 gól)                                                          |       |

Megjegyzések
- a #-oszlop az örmény bajnokság aktuális helyét mutatja az UEFA-együtthatóból számított nemzeti labdarúgó-bajnokságok ranglistáján.
- félkövéren írt minden csapat, amely az aktuális szezonban megnyerte a bajnokságot és az örmény kupát is. A dőlten jelölt csapatok az adott szezonban megnyerték az örmény labdarúgókupát, de a bajnokságot nem.

### Örökmérleg klubok szerint
| Klub                | Bajnok | 2. helyezett | 3. helyezett | Összes bajnoki cím                                                                     |
| ------------------- | ------ | ------------ | ------------ | -------------------------------------------------------------------------------------- |
| Pjunik              | 13     | 0            | 0            | 1992, 1995–1996, 1996–1997, 2001, 2002, 2003, 2004, 2005, 2006, 2007, 2008, 2009, 2010 |
| Sirak               | 3      | 5            | 2            | 1992, 1994, 1999                                                                       |
| Araksz Ararat       | 2      | 0            | 1            | 1998, 2000                                                                             |
| Ararat Jerevan      | 1      | 4            | 1            | 1993                                                                                   |
| FA Jerevan          | 1      | 0            | 3            | 1997                                                                                   |
| Bananc              | 0      | 4            | 5            |                                                                                        |
| Mika (Mika Astarak) | 0      | 3            | 2            |                                                                                        |
| AOSZSZ Jerevan      | 0      | 1            | 0            |                                                                                        |
| Zvartnoc-AAL        | 0      | 1            | 0            |                                                                                        |
| Ulisz               | 0      | 0            | 2            |                                                                                        |
| Erebuni-Homenmen    | 0      | 0            | 1            |                                                                                        |
| Gandzaszar          | 0      | 0            | 1            |                                                                                        |
| Szpartak Jerevan    | 0      | 0            | 1            |                                                                                        |

## Jelentős külföldi játékosok
A félkövérrel jelölt játékosok szerepeltek hazájuk felnőtt válogatott keretében labdarúgó-világbajnokságon.
| - Fernando Zagharián - Miguel Pedro López - Mitchell Prentice - Bojan Mihajlović - Bruno Correa - Edílson Abdala Júnior - Ismaël Béko Fofana - Serges Déblé - Alyaksandr Tsishkevich - Artur Lesko - Ihar Logvinaw - Maksim Tsyhalka - Roman Harkusha | - Vital Lyadzyanyow - Arsène Do Marcolino - Davit Lomaia - Irakli Kvekveskiri - Soso Grishikashvili - Zaza Sakhokia - George Odhiambo - Tung Fang-cso - Marius Skinderis - Mindaugas Grigalevičius - Saulius Klevinskas - Alou Traoré - Issa Traoré | - Sékou Fofana - Eugen Matiughin - Yinka Adedeji - Aleksandr Podshivalov - Nika Piliyev - Pedro López Pérez de Tudela - Đorđe Pantić - Peter Štepanovský - Aleksandr Syomin - Boris Razinsky - Eduard Markarov - Georgi Vyun - Khoren Oganesian | - Sergei Gorlukovich - Dilshod Vasiev - Yuri Magdiýew - Dan Sserunkuma - Eugene Sseppuya - Noah Babadi Kasule - Dmytro Nepohodov - Olekszandr Mikolajovics Kucser - Yuriy Dudnyk - Cesar Romero - Victor Garza - Emmanuel Mbola - Lubambo Musonda |  |

## A bajnokság helyezése az UEFA-rangsorban
A bajnokság helyezése 2011-ben, az UEFA rangsorában. (Dőlt betűvel az előző szezonbeli helyezés, zárójelben az UEFA-együttható).
- 45.  (43.)  Meistriliiga (3,791)
- 46.  (46.)  Welsh Premier League (2,790)
- 47.  (45.)  Bardzragujn Humb (2,583)
- 48.  (52.)  BOV Premier League (2,416)
- 49.  (49.)  Carling Premiership (2,249)

## Külső hivatkozások
- Az örmény labdarúgó-bajnokság az Örmény Labdarúgó-szövetség oldalán (angolul)
- Az örmény labdarúgó-bajnokság a FIFA.com-on Archiválva 2012. július 22-i dátummal a Wayback Machine-ben (angolul)
- Az örmény labdarúgó-bajnokságok eredményei az rsssf.com-on (angolul)